# Lista de ecorregiões em Angola
Esta é uma lista de ecorregiões em Angola, de acordo com o Fundo Mundial para a Natureza (WWF).

## Ecorregiões terrestres
por tipo de habitat principal

### Florestas tropicais e subtropicais húmidas de folhas largas
- Florestas costeiras equatoriais atlânticas

### Florestas tropicais e subtropicais secas de folhas largas
- Florestas secas de Cryptosepalum Zambeziano

### Pradarias tropicais e subtropicais, savanas e matagais
- Florestas angolanas de miombo
- Florestas angolanas de mopane
- Florestas de miombo da Zambézia Central
- Mosaico floresta-savana do sul do Congo
- Mosaico floresta-savana do Congo Ocidental
- Pastagens da Zambézia Ocidental
- Florestas Zambezianas de Baikiaea

### Pradarias e savanas inundadas
- Pastagens inundadas da Zambézia

### Pradarias e matagais montanhosos
- Mosaico de pastagens e florestas montanhosas angolanas
- Savana e florestas escarpa angolanas

### Desertos e matagais xéricos
- Deserto de Caoco (Kaokoveld)
- Florestas de savana da Namíbia

### Manguezais
- Manguezais da África Central

## Ecorregiões de água doce
por biorregião

### Calaári-Cubango
- Várzeas do Cubango

### Costa Oeste Equatorial
- Litoral Sul-Oeste Equatorial

### Cuanza
- Cuanza

### Congo
- Cassai
- Baixo Congo

### Cunene
- Cunene
- Costa do Namibe

### Cuvelai-Etosha
- Etosha

### Zambeze
- Zambeze
  - Planícies Inundáveis do Alto Zambeze
  - Nascentes Zambezianas

## Ecorregiões marinhas
- Angolana
- Namibe